# Agaluk
L'agaluk (in turco Ağalık) era un'unità feudale dell'Impero ottomano governata da un aga, o signore.
Nella storia bosniaca, un agaluk può spesso riferirsi a un terreno di proprietà di un aga.